# 白水勝也
白水 勝也（しろうず かつや、1972年10月17日 - ）は、福岡県出身の競艇選手である。登録番号3576。身長165cm。血液型B型。70期。福岡支部所属。同期に濱野谷憲吾、西村勝、角谷健吾、木村光宏などがいる。

## 来歴
- 1992年デビューの70期生。
- 2003年9月18日、戸田競艇場・戸田グランプリ・開設47周年記念でG1初優勝。
- 2006年9月3日、桐生競艇場・第52回MB記念でSG初優出、優勝戦4着。整備力があり、特に消音モーターの仕上げは巧く、節の中盤から終盤にかけて実力を発揮してくる選手である。
- 2009年12月14日、児島競艇場での「第25回日本モーターボート選手会会長杯」で通算1000勝達成。

## SG,G1,G2優勝

### SG
- なし（優出は1回）

### G1
- 戸田47周年・戸田グランプリ（2003年・戸田競艇場）
- 大村56周年・海の王者決定戦（2008年・大村競艇場）

### G2
- なし